# Blackall
Blackall  (1 160 habitants) est un village du centre du Queensland en Australie. Il est situé sur la Landsborough Highway et la Barcoo River, à 215 km au sud-est de Longreach, à 960 km au nord-ouest de Brisbane et à 688 de Rockhampton.
Son économie repose sur l'élevage.